# Pseuderanthemum sylvestre
Pseuderanthemum sylvestre är en akantusväxtart som beskrevs av Ridley. Pseuderanthemum sylvestre ingår i släktet Pseuderanthemum och familjen akantusväxter. Inga underarter finns listade i Catalogue of Life.